# وقواق ذو قلنسوة رمادية
وقواق ذو قلنسوة رمادية (الاسم العلمي: Coccyzus lansbergi)، نوع من أنواع طيور الوقواق المنتمية إلى فصيلة الوقواقية. يوجد في أروبا وكولومبيا والإكوادور وجزر الأنتيل الهولندية وبنما وبيرو وفنزويلا.